# Homo Botanicus
Homo Botanicus es una película documental colombiana estrenada el 20 de junio de 2019. Dirigida y escrita por Guillermo Quintero y producida por Clare Weiskopf, la película relata el viaje del director al bosque tropical colombiano para encontrarse de nuevo con Julio Betancur, su antiguo profesor y actual curador del Herbario Nacional Colombiano. En el Festival Internacional de Cine de Turín, el documental ganó el Premio de la Ciudad de Turín.

## Sinopsis
Guillermo Quintero se traslada a los bosques tropicales colombianos acompañado de su antiguo profesor, el botánico Julio Betancur, y su nuevo discípulo, el joven Cristian Castro. En el documental se explora la importancia del vínculo entre maestro y alumno y la obsesión del hombre actual por controlar y entender a la naturaleza.